# سروکورپ
سروکورپ (انگلیسی: Servcorp) شرکت املاک استرالیایی است، که در سال ۱۹۷۸ تأسیس شد.